# Контрольно-пропускной пункт

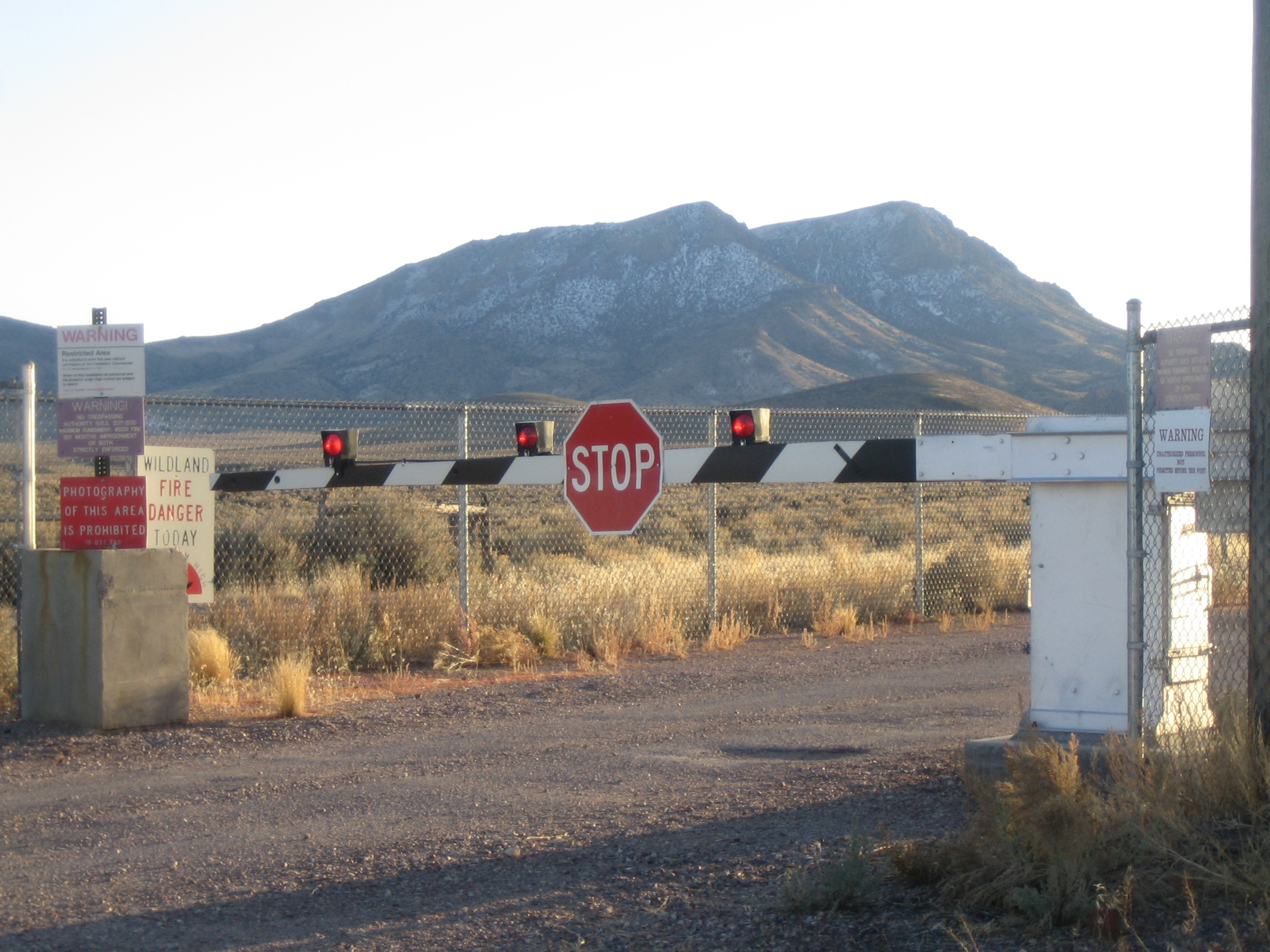
Контрольно-пропускной пункт «Зоны 51».

Контро́льно-пропускно́й пункт (КПП) — в военном деле, а также в гражданской сфере обеспечения безопасности имеет два значения:
1. Специально оборудованное место на объекте (воинском формировании, учреждении, огороженной охраняемой зоне и других) для осуществления контроля в установленном порядке за проходом людей и проездом транспортных средств на территорию объекта[2]. Под это значение также подпадают КПП которые создаются при организации комендантской службы на дорогах.
2. Подразделение (КПП) либо отдельная часть (ОКПП — отдельный контрольно-пропускной пункт) пограничных войск, создаваемые на сухопутных, морских (речных) и воздушных путях сообщения, открытых для пассажирского и грузового движения через государственную границу, и дислоцирующиеся соответственно на пограничных железнодорожных станциях, в морских (речных) портах, аэропортах и т. д. (в советских и российских пограничных войсках: КПП — подразделение в составе пограничного отряда, либо ОКПП — отдельная часть в составе пограничного округа)[3].

## Аналоги в иных языках
В первом значении, если КПП создаётся для организации комендантской службы на дорогах, на современном этапе также используется некоторыми термин блок-пост. В некоторых англоязычных странах аналог КПП именуется термином security checkpoint или просто checkpoint, в переводе с англ. — «пункт проверки».
Во втором значении (пограничный КПП) используются термины:
- рус. Пункт пропуска через государственную границу;
- англ. border checkpoint;
- фр. poste-frontière;
- нем. Grenzübergang;
- пол. przejście graniczne;
- болг. контролно-пропускателен пункт;
- укр. Прикордонна застава;
- тур. gümrük kontrol noktası;
- серб. гранични прелаз.

## Организация КПП
В зависимости от условий КПП может быть временным и представлять собой в простейшем случае шлагбаум и место для размещения персонала, осуществляющего пропуск.
Постоянные КПП выполняются в виде капитального строения, въезд оборудуется металлическими воротами, бетонными блоками, «лежачими полицейскими», инженерными оборонительными сооружениями (окопами, укрытиями), эстакадами досмотра, системой контроля и управления доступом и т. д.
Дежурство на контрольно-пропускном пункте несут, в зависимости от характеристик охраняемого объекта (категории важности, ведомственной принадлежности, формы собственности и др.), сотрудники (работники) сторожевой охраны , частных охранных предприятий, военизированной охраны, ведомственной охраны, вневедомственной охраны, военнослужащие, которые, в соответствии с национальным законодательством могут быть вооружены огнестрельным оружием, специальными средствами, экипированы защитными шлёмами, бронежилетами, средствами связи, металлодетекторами.
Обычно, для прохода (проезда) через КПП, необходимо иметь специальные идентификаторы, например документы, разрешающие проезд (проход) и удостоверяющие личность (паспорт), бесконтактные карты и др.
Типы идентификаторов:
- временный (для командированных сотрудников);
- постоянный (для сотрудников);
- разовые (для посетителей);
- материальные (для транспорта).

## Галерея

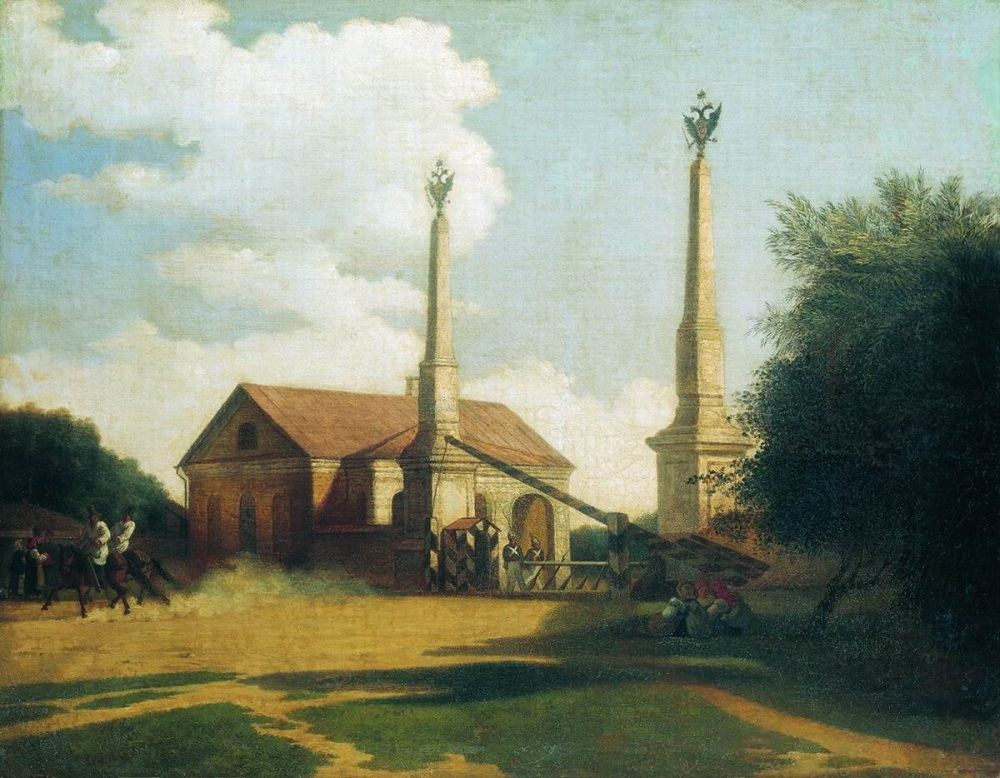
Художник К.-Ф. П. Бодри. Картина «Москва. Застава у въезда в город», 1849 год.
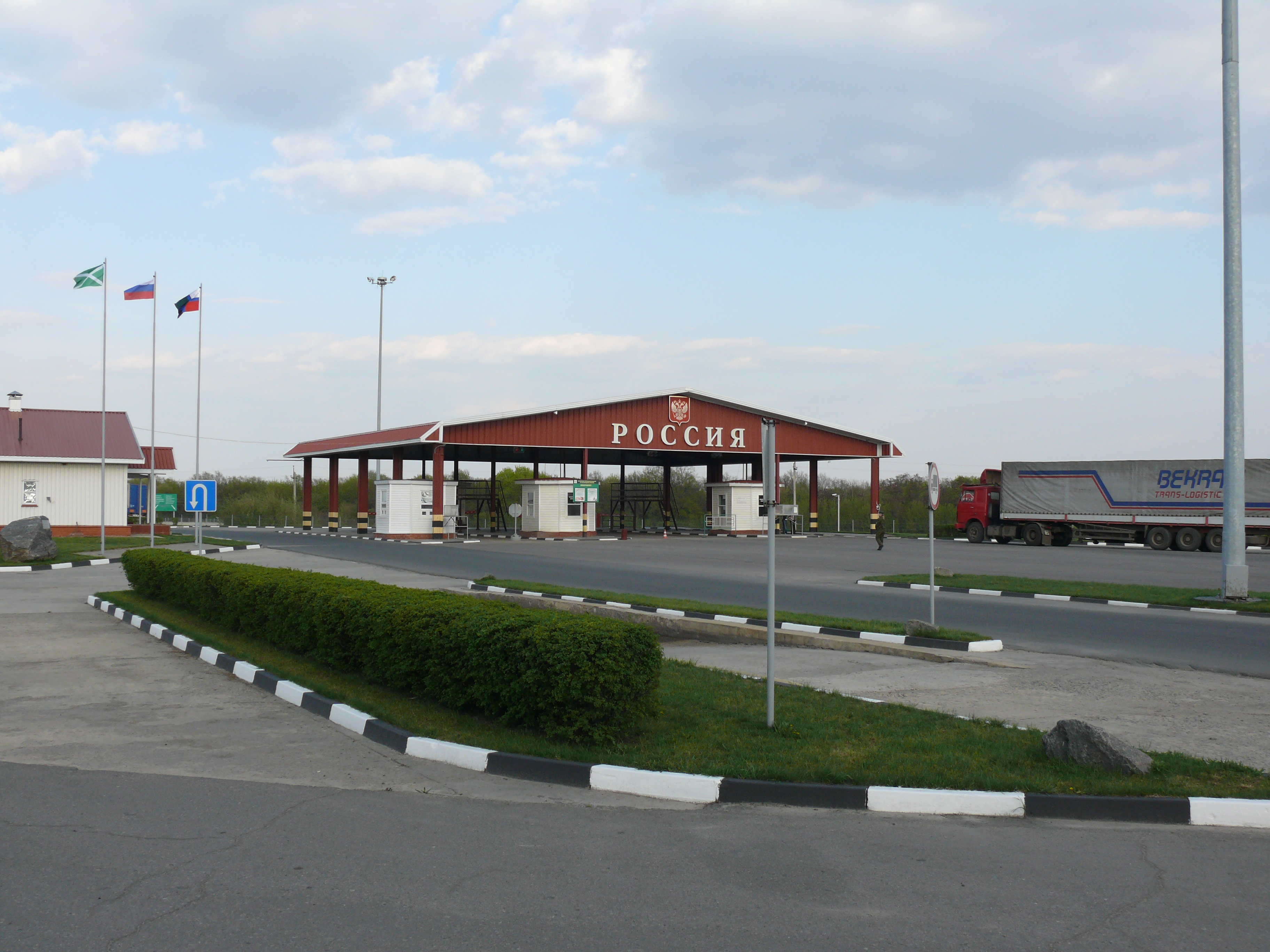
Российский пункт пропуска «Нехотеевка» (Белгородская область), с украинской стороны — «Гоптовка» (Харьковская область).
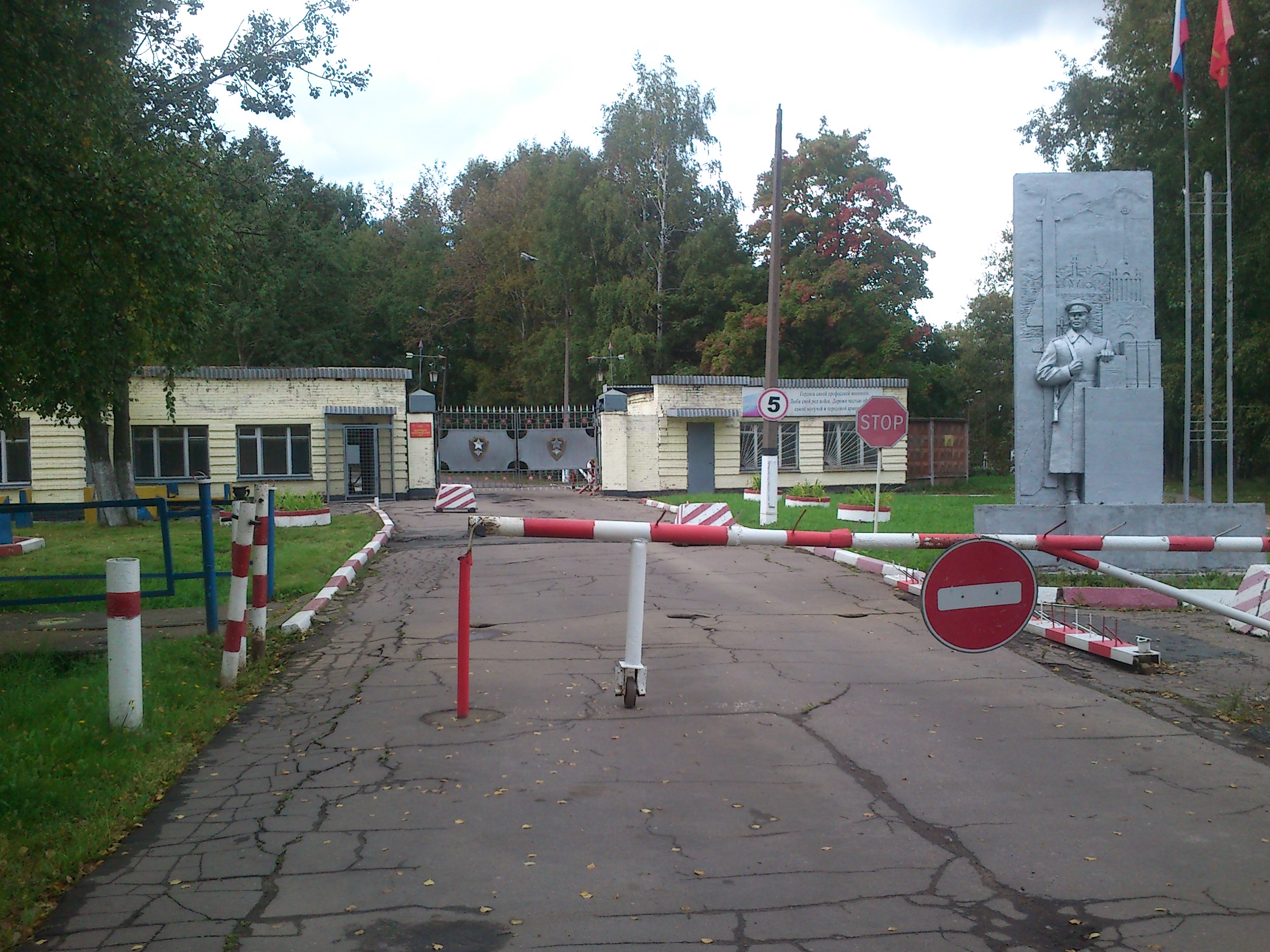
КПП высшего военного училища. Санкт-Петербург, Россия.
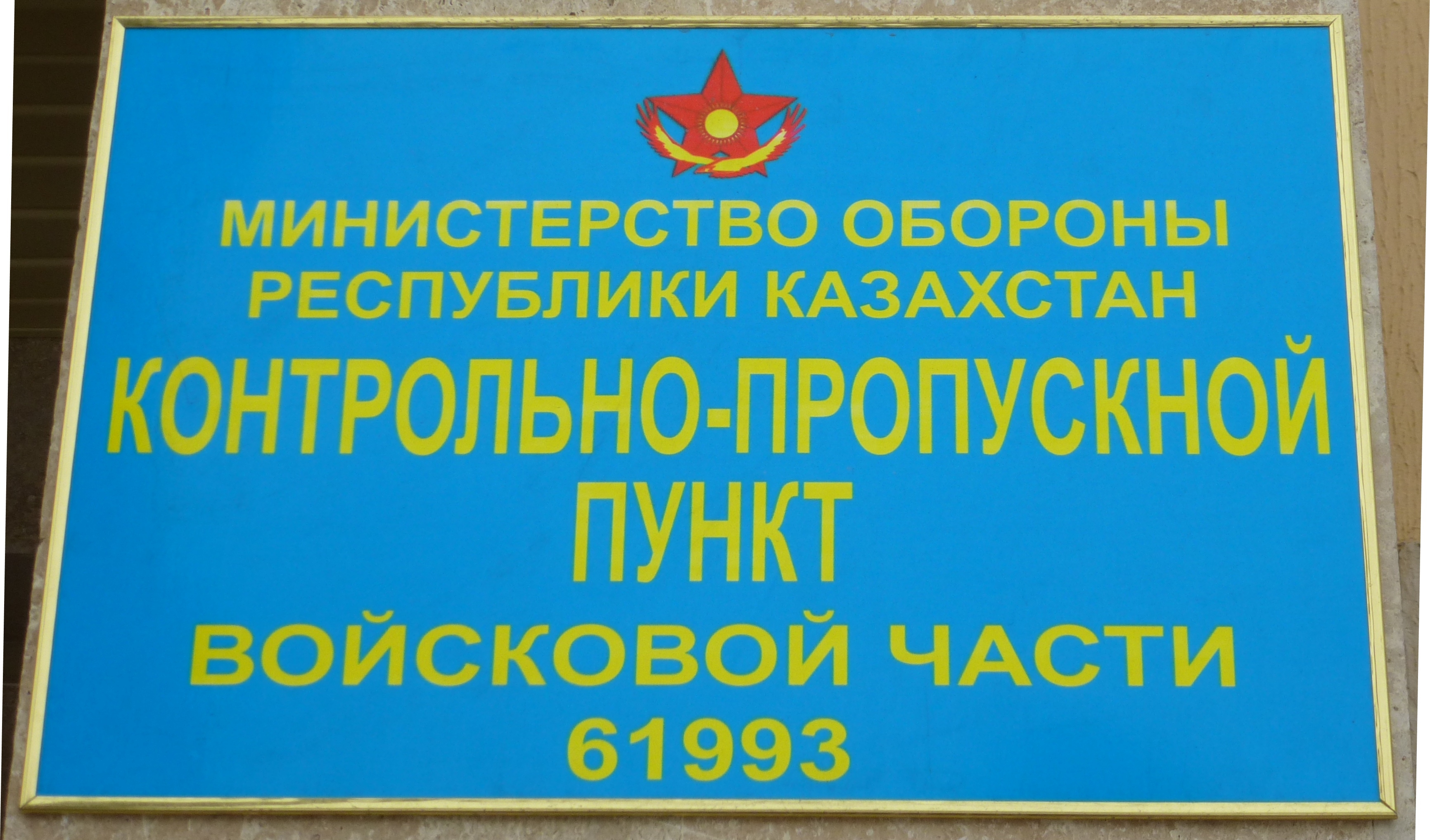
Табличка на КПП с указанием номера войсковой части (в/ч) Министерства обороны Республики Казахстан (в/ч 61993 — 38-я десантно-штурмовая бригада «Казбриг»).
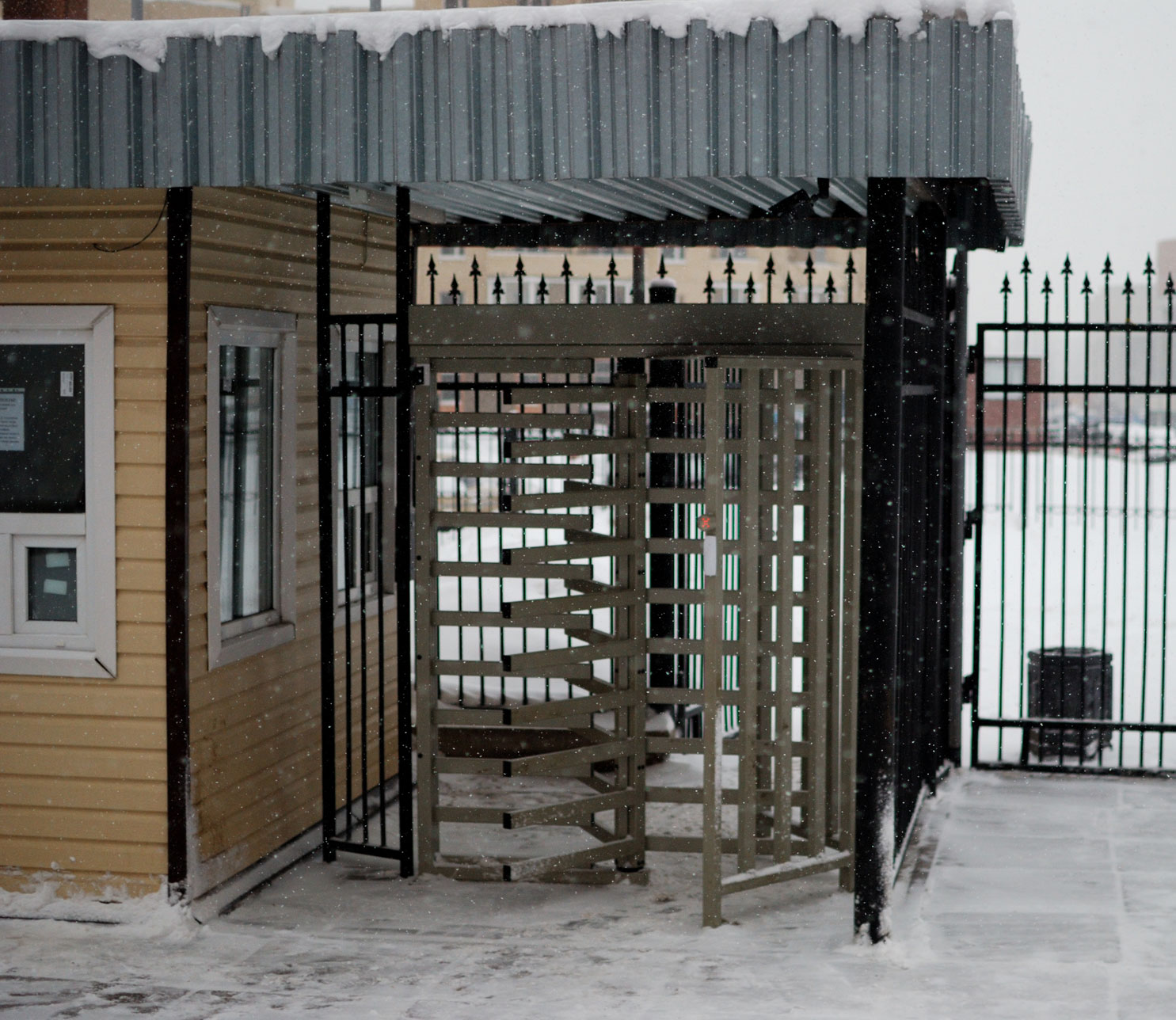
Постоянный КПП при входе на территорию Межвузовского студенческого городка. Санкт-Петербург, Россия.
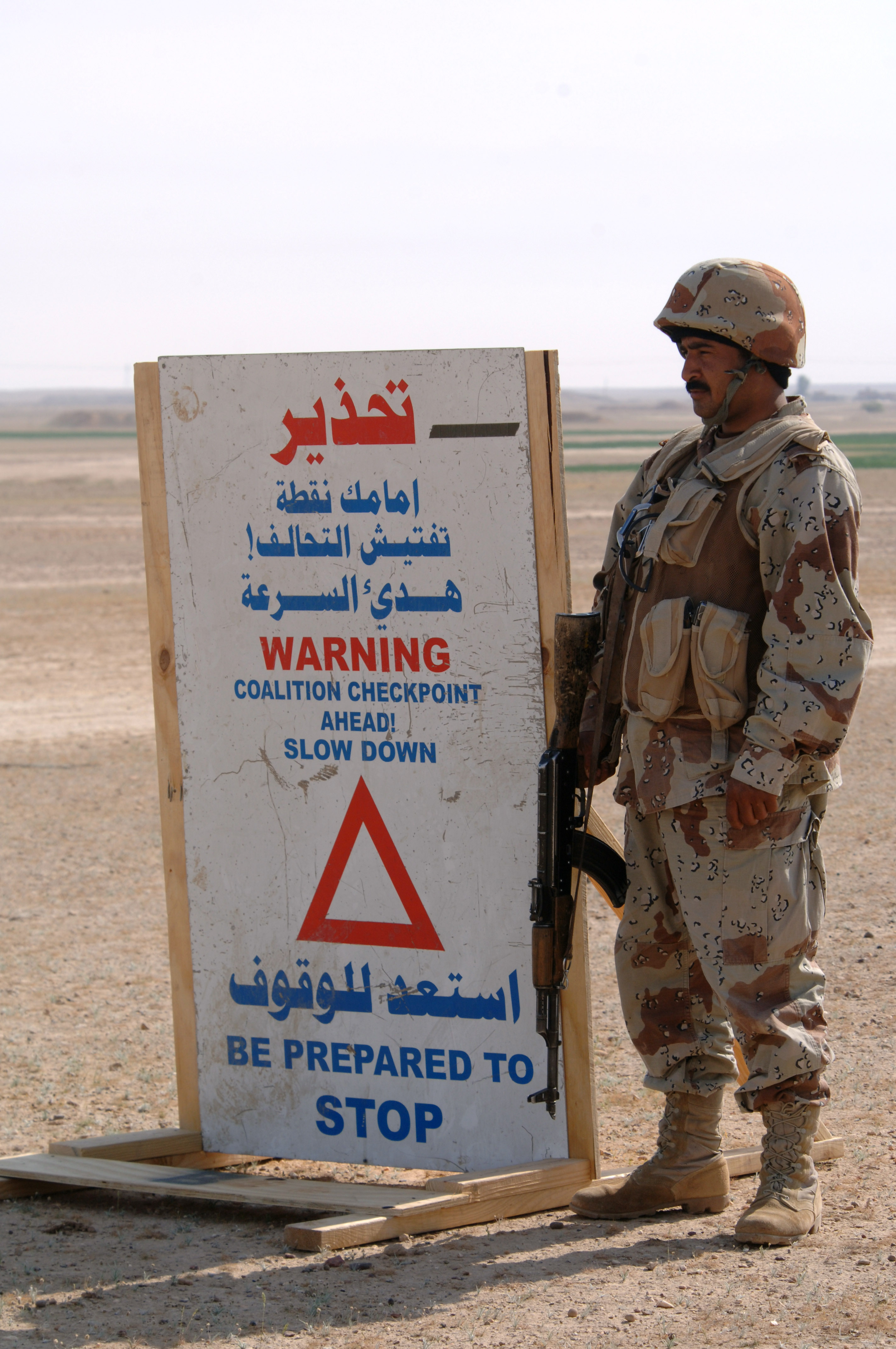
Солдат ВС Ирака дежурит на КПП (checkpoint) расположения батальона, 2006 год.
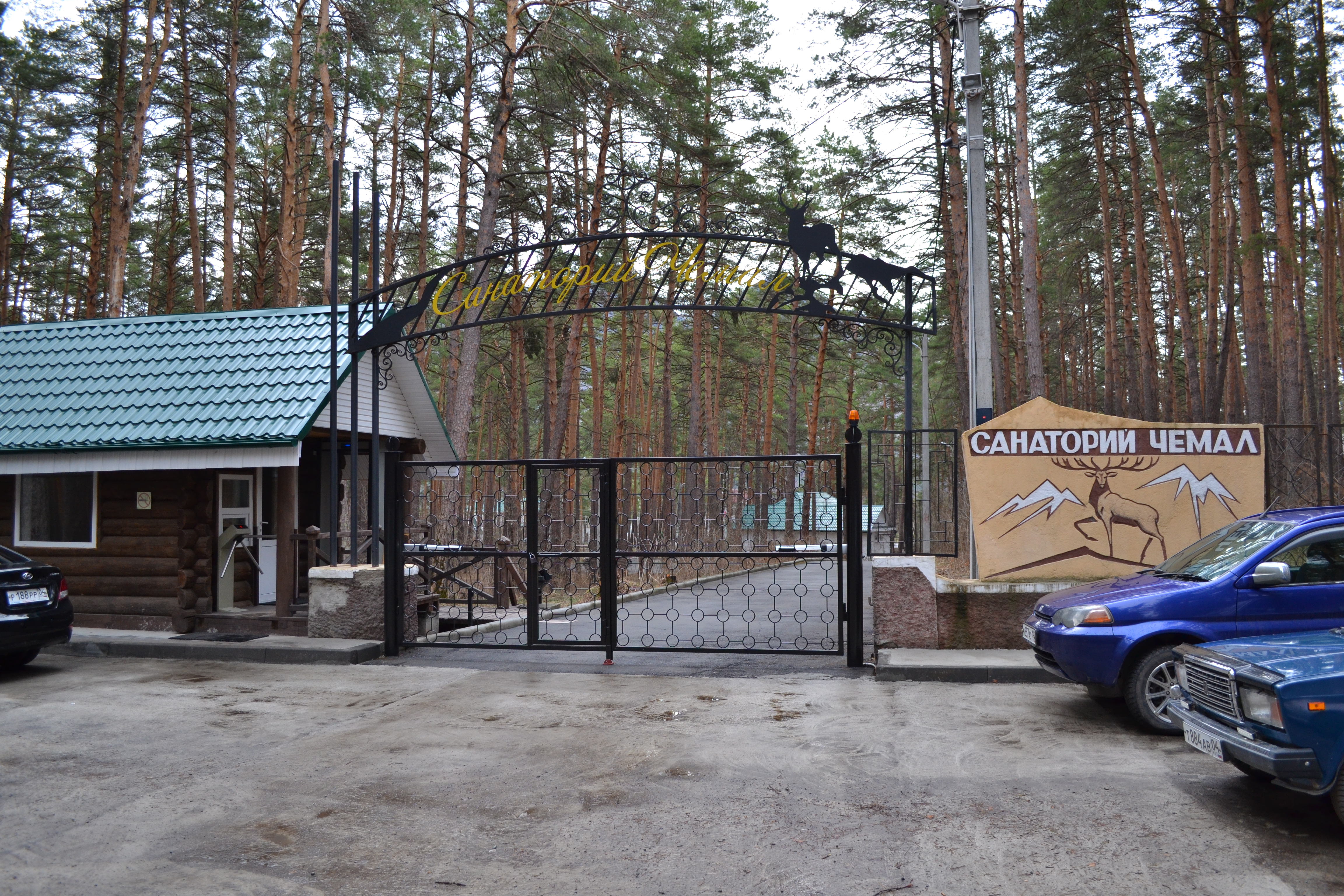
КПП санатория «Чемал».
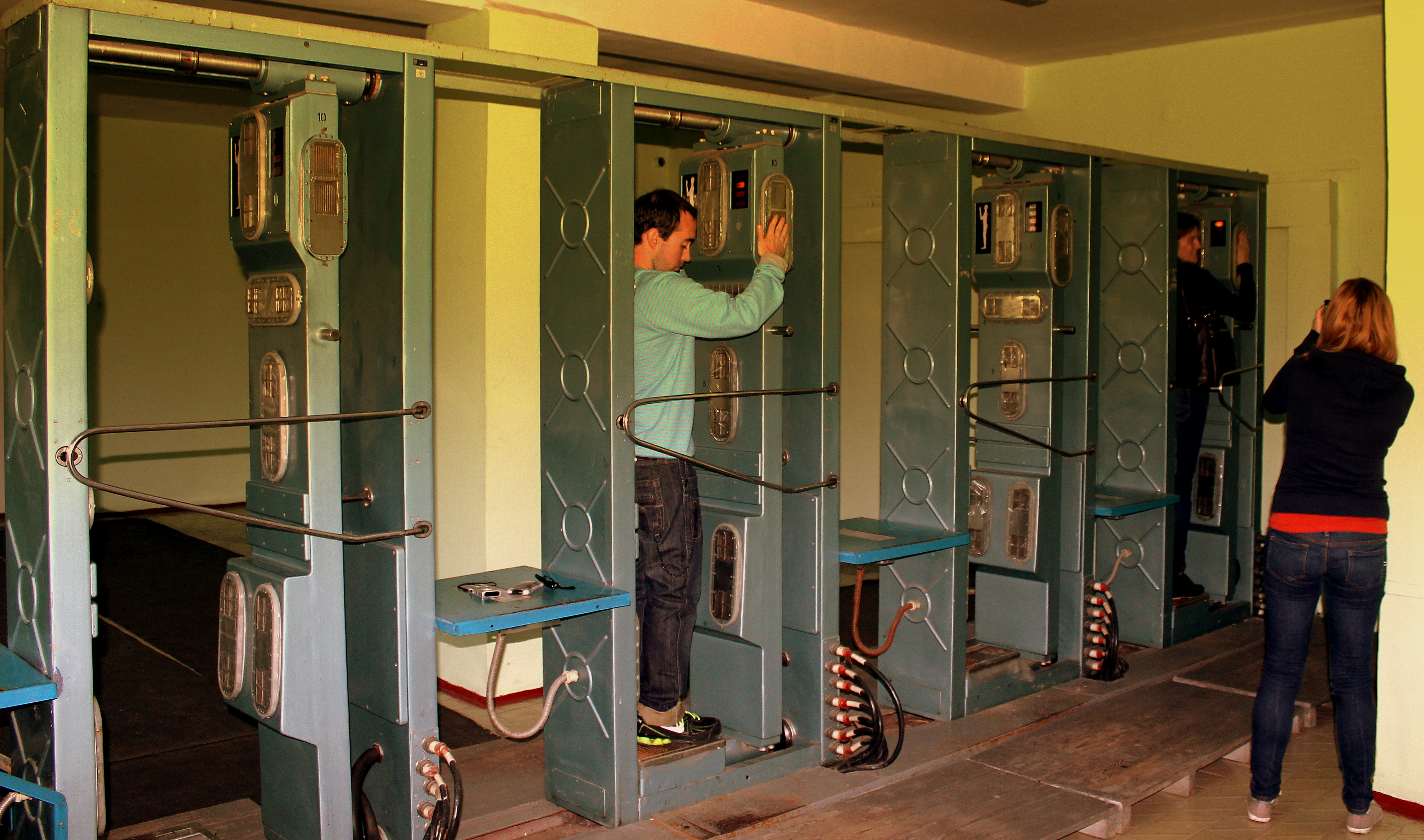
КПП, оборудованный стационарной системой радиационного контроля. Зона отчуждения Чернобыльской АЭС, Украина.